# شیخ ابراهیم دوم
شیخ ابراهیم دوم بن غازی بیگ چهلمین پادشاه شروان‌شاهان بود.

## به قدرت رسیدن
در مورد دوران کودکی وی اطلاعات زیادی در دست نیست. هنگامی که پدر او ( فرخ یسار ) از شاه اسماعیل یکم شکست خورد او به نوشهر گریخت. هنگامی که شیخ ابراهیم دوم دریافت شاه اسماعیل به دنبال او است به استان گیلان گریخت و به مدت دو سال در آنجا پنهان شد. در سال ۱۵۰۲ میلادی یک شورش در شروان رخ داد و برادر زاده وی سلطان محمود شروان شاه از سلطنت بر کنار شد. مردم شروان از شیخ ابراهیم دوم درخواست کردند تا سلطنت شروان‌شاهان را قبول کند و او نیز این درخواست را پذیرفت.

## سلطنت
در سال سوم حکومت شیخ ابراهیم دوم ، شاه اسماعیل قلعه گلستان را محاصره نمود تا سلطان محمود را دستگیر کند. سپس او را به دادگاهی در کشور خودش بفرستد تا مورد محاکمه قرار بگیرد. سه ماه از محاصره قلعه گلستان می گذشت تا این که در یک شب غلام سلطان محمود او را به قتل رساند و سر سلطان محمود را برای شیخ ابراهیم دوم فرستاد.
شیخ ابراهیم دوم از شنیدن این خبر آشفته شد و به سمت لشکر صفویان که قلعه گلستان را محاصره کرده بودند حمله کرد و صفویان را مجبور به عقب نشینی کرد. با این که شیخ ابراهیم دوم در این نبرد پیروز شد اما قبول کرد که به عنوان والی و هم پیمان شاه اسماعیل در منطقه شروان حکومت کند.

## روابط باصفویان
شیخ ابراهیم دوم در سال ۱۵۰۷ علیه صفویان قیام کرد. اما نهایتاً شکست خورد و مجبور شد تا در سال ۱۵۰۹ با صفویان قرار داد صلح امضا کند. او در سال ۱۵۱۸ به عنوان مهمان شاه اسماعیل یکم از شهر تبریز دیدن کرد. شاه اسماعیل در قبال وفاداری شیخ ابراهیم دوم به او دختر خود را به عقد پسر شیخ ابراهیم دوم ( خلیل الله دوم ) در آورد. خود شاه اسماعیل نیز در سال ۱۵۲۳ با دختر شیخ ابراهیم دوم ازدواج کرد.

## خانواده
شیخ ابراهیم دوم ۷ فرزند داشت ، اما تنها چهار تا از فرزندان وی شناخته شده هستند :
- شاهزاده خلیل الله دوم
- شاهزاده محمود که در سال ۱۵۲۸ در جنگ با ازبک‌ها کشته شد. وی در آن جنگ جزو سپاه شاه طهماسب یکم بود.
- شاهزاده مظفر که به دربار شمخالات غازی قمق فرار کرد.
- شاهزاده فرخ یسار که به دربار شمخالات غازی قمق فرار کرد.